# Ceratocanthus rotundicollis
Ceratocanthus rotundicollis är en skalbaggsart som beskrevs av Bates 1887. Ceratocanthus rotundicollis ingår i släktet Ceratocanthus och familjen Hybosoridae. Inga underarter finns listade i Catalogue of Life.